# Symphonie no 1 de Beethoven
Pour les articles homonymes, voir Symphonie no 1.
La symphonie en ut majeur opus 21 du compositeur allemand Ludwig van Beethoven est la première de ses neuf symphonies. Elle a été composée en 1799 – 1800 et créée le 2 avril 1800 au Burgtheater à Vienne, pour la première grande « académie » musicale du compositeur. Publiée à la fin de l’année 1801 chez Hoffmeister à Leipzig,, elle est dédiée au baron Van Swieten, mélomane, ami de Wolfgang Amadeus Mozart et de Joseph Haydn, et l'un des premiers protecteurs de Beethoven à Vienne.
Bien reçue par le public, l'œuvre fut cependant critiquée pour son aspect novateur : importance des cuivres, ouverture ne débutant pas par la tonalité principale, nombreuses modulations, troisième mouvement (faussement intitulé Menuetto) trop rapide, etc., malgré une structure très classique.

## Histoire de l'œuvre
Beethoven livre sa première symphonie en pleine maturité, il a trente ans et a déjà produit quelques chefs-d'œuvre (concertos, sonates pour piano, trios et quatuors). Si la Symphonie no 1 est composée entre 1799 et 1800, Ludwig Van Beethoven commence à travailler à une symphonie en ut majeur dès 1795, avant de l'abandonner en 1796. Ancien élève de Joseph Haydn et admirateur de Mozart, il reste encore marqué à cette époque par leur influence dans l'écriture de sa première symphonie, comme dans celle de sa deuxième, qui, tout en restant proches de l'esthétique classique de la fin du XVIIIe siècle, comportent néanmoins un souffle nouveau, pour ainsi dire "révolutionnaire", qui s'affirmera de manière éclatante à partir de sa troisième symphonie, la Symphonie Héroïque.

## Orchestration: évolution de Mozart à Beethoven
Dès sa Première Symphonie, Beethoven stabilise définitivement le nombre des bois et des cuivres ainsi que la présence des timbales, qui n'avaient cessé de fluctuer dans les symphonies de Mozart, y compris dans ses toutes dernières ; en effet, chez Mozart les clarinettes sont souvent absentes (par exemple, symphonies no 38 et 41), les flûtes parfois au nombre de deux, parfois réduites à une seule (symphonie no 39), et parfois absentes (par ex. symphonies no 30, no 34 et no 36) ; quand il prévoit des clarinettes, ce sont les hautbois qui sont alors absents (par ex. symphonie no 39). Les cuivres fluctuent également dans les symphonies de Mozart, où les trompettes, par exemple, sont absentes des symphonies no 30, no 33, no 40 ; sa symphonie no 29 ne comporte que deux hautbois, pour les bois, et que deux cors pour les cuivres ; enfin, la présences des timbales y est également fluctuante, étant absentes dans nombre de ses symphonies, même parmi les plus importantes, telles que les symphonies no 29 et no 40.
Avec Beethoven, l'orchestre classique va enfin trouver une stabilité définitive à cet égard : toutes ses symphonies comporteront, pour les bois : flûtes, hautbois, clarinettes, bassons, auxquels il adjoindra la petite flûte (symphonies no 5, no 6 et no 9) et le contrebasson (symphonies no 5 et no 9) ; pour les cuivres : cors et trompettes, auxquels il adjoindra les trombones (symphonies no 5, no 6 et no 9). Ainsi l'orchestre beethovénien restera la base inchangée de l'orchestre symphonique presque tout au long du dix-neuvième siècle.
| Instrumentation de la 1re symphonie de Beethoven                     |
| Cordes                                                               |
| premiers violons, seconds violons, altos, violoncelles, contrebasses |
| Bois                                                                 |
| 2 flûtes, 2 hautbois, 2 clarinettes en ut, 2 bassons                 |
| Cuivres                                                              |
| 2 cors en ut et en fa, 2 trompettes en ut                            |
| Percussions                                                          |
| 2 timbales en do et en sol                                           |

## Structure
La première symphonie de Beethoven, comme la plupart des symphonies classiques, comprend quatre mouvements et son exécution dure un peu moins d'une demi-heure.
| I   | Adagio molto - Allegro con brio          | - 4/4 - - 2/2 - | croche = 88 blanche = 112 | ut majeur |
| II  | Andante cantabile con moto               | - 3/8 -         | croche = 120              | fa majeur |
| III | Menuetto (Allegro molto e vivace)        | - 3/4 -         | blanche pointée = 108     | ut majeur |
| IV  | (Finale) Adagio - Allegro molto e vivace | - 2/4 -         | croche = 63 blanche = 88  | ut majeur |

## Analyse

### I - Adagio molto – Allegro con brio
À la manière de Haydn, il débute par une introduction lente Adagio molto de douze mesures créant une certaine ambiguïté dans la tonalité de l'œuvre. Le ton d’ut majeur n'est affirmé que dans l’Allegro con brio de forme sonate classique. L'exposition présente d'abord le premier thème en do majeur, impétueux et jubilatoire, puis un pont modulant amène la tonalité de sol majeur dans laquelle le second thème, par opposition plus mélodieux, est exposé. Il s'ensuit un commentaire ou exégèse de ces deux thèmes : d'abord le second, au hautbois et au basson, ensuite le premier repris dans un tutti en imitation. Cette exégèse, parfois présente chez Mozart, est étendue par Beethoven, marquant ici son influence sur la forme sonate. Le développement est très modulant, exclusivement construit sur le premier thème. La réexposition reprend les deux thèmes, le premier fortissimo et varié, le second textuel, mais à la tonique au lieu de la dominante. Le mouvement s'achève sur une coda assez conventionnelle.

### II - Andante cantabile con moto
Andante cantabile con moto, ce mouvement de forme sonate reprend certains procédés de la Symphonie no 40 de Mozart. Le premier thème de l'exposition est exploité en fugato à quatre voix. Les entrées successives sont largement espacées, ce qui donne une sensation de clarté à la polyphonie. Le second thème est une sorte de conséquent. Après une codetta où les timbales jouent un rôle d'ostinato, Beethoven recommandait une reprise da capo souvent occultée par les chefs d'orchestre aujourd'hui. Le développement, dans l'esprit Sturm und Drang, met en valeur de nombreuses modulations et l'ostinato rythmique. La réexposition est variée et se conclut par une coda, elle-même variée.

### III - Menuetto (Allegro molto e vivace)
C'est le mouvement le plus original de la symphonie. Malgré son intitulé, c'est un véritable scherzo. L'Allegro molto e vivace est d'ailleurs un tempo trop rapide pour un menuet. Le thème du menuet est développé, puis repris sous une forme variée. Celui du trio est un deuxième scherzo enchâssé dans le premier et qui adopte la même structure que le précédent.

### IV - Finale (Adagio – Allegro molto e vivace)
L’Allegro molto e vivace de forme sonate débute par un court Adagio, montée progressive de la gamme de sol. C'est un mouvement dans le plus pur style haydnien. Les deux thèmes sont allègres, en notes piquées et répétées pour le premier, en dialogue syncopé pour le second. Le développement est basé exclusivement sur le premier thème, lequel sera écourté dans la réexposition alors que le deuxième thème est allongé et suivi d'une coda.

## Repères discographiques